# Kardiopulmonalna reanimacija
Kardiopulmonalna reanimacija (skaćeno: KPR) kombinacija je mjera oživljavanja koje se poduzimaju da bi se bolesniku, koji je doživio zastoj disanja i/ili rada srca, tj. kardiorespiratorni arest, ponovno uspostavila funkcija srca i disanja. Glavni cilj izvođenja mjera reanimacije je osigurati dostatnu količinu kisika mozgu, srcu i drugim vitalnim organima, sve dok se složenijim postupcima KPR-a ne uspostavi adekvatna srčana akcija i spontano disanje. 

## Lanac preživljavanja
Stanice mozga vrlo su osjetljive na hipoksiju, pa svaki prekid cirkulacije (odnosno opskrbe kisikom) dulji od 3 do 5 minuta dovodi do nepovratnog oštećenja mozga. Stoga je vrlo bitno na vrijeme prepoznati kardiorespiratorni zastoj i primijeniti mjere oživljavanja, jer je brzina pružanja odgovarajuće pomoći za preživljavanje i oporavak pacijenta najznačajniji faktor i ključ uspjeha kardiopulmonalne reanimacije.
Europsko vijeće za reanimatologiju načinilo je tzv. lanac preživljavanja koji se sastoji od četiri međusobno povezana prstena, koji obuhvaćaju postupke koji doprinose preživljavanju pacijenta sa zastojem rada srca i disanja:
- prva karika u lancu je rano prepoznavanje aresta ili sprječavanje prijetećeg srčanog aresta.
- druga karika predstavlja rano započetu KPR (masažu srca i umjetno disanje), kako bi dobili na vremenu do dolaska stručne medicinske ekipe.
- treća karika je rana defibrilacija
- četvrta karika u lancu je kvalitetna postreanimacijska skrb

## Postupak izvođenja
Kardiopulmonalna reanimacija (KPR) podrazumijeva postupke masaže srca i umjetnog disanja te ranu defibrilaciju automatskim vanjskim defibrilatorom (AVD) a za vanbolničku Hitnu medicinsku službu (HMS), odnosno reanimacijski tim u bolnici,  uz sve navedeno i primjenu opreme za održavanje dišnog puta i umjetnu ventilaciju pacijenta te primjenu lijekova te srčanih stimulatora.
U hospitalnim uvjetima moguća je uporaba ECMO uređaja, perkutane kardijalne intervencije u ongoing reanimaciji te drugih naprednih postupaka za otklanjanje reverzibilnih uzroka aresta, poput srčane tamponade, trovanja, hipotermije, itd. Uzroci kardiorespiratornom zastoju su mnogobrojni, a najčešće do zastoja dovode kardiovaskularne bolesti (poput akutnog infarkta miokarda, ventrikularne fibrilacije, plućne embolije i druge), zatim respiratorne bolesti (kao što je gušenje stranim tijelom ili astmatski napad), potom bolesti središnjeg živčanog sustava (cerebrovaskularni inzult),a do zastoja disanja i rada srca mogu dovesti i krvarenja, ozljede, anafilaksija, sepsa, utapanje, udar električne struje i drugi. KPR je najuspješniji kada je uzrok srčanog zastoja neregularni srčani ritam, koji se vrlo često može vratiti u normalno stanje, a rijetko je uspješan kada je uzrok višestruka bolest drugih organa. 
Prema smjernicama Europskog vijeća za reanimatologiju iz 2005. godine, mjere kardiopulmonalne reanimacije se dijele na BLS (basic life suport) i ALS (advanced life suport), tj. na mjere osnovnog oživljavanja (masaža srca i umjetno disanje) i mjere naprednog oživljavanja koje obuhvaćaju primjenu opreme i lijekova.
Prilikom pristupanja osobi za koju sumnjamo da je doživjela zastoj disanja i/ili rad srca kao prvo moramo provjeriti stanje svijesti (upućivanjem nekog pitanja ili laganim potresanjem pacijentaa) i dali bolesnik diše (BLS) te dali ima pulsa (ALS). Prema novim smjernicama KPR-a iz 2005.godine,KPR se započinje kada je bolesnik bez svijesti, nema pulsa i ne diše normalno (tj. ako diše agonalno tj. manje od 10/min.). Važno je napomenuti, da je određivanje pulsa ponekad vrlo teško, pogotovo kod osoba u hipotermiji, a neiskusne osobe vrlo često umjesto pulsa unesrečenog osijećaju vlastiti puls. Radi tih otežavajućih okolnosti, preporuka je da se s KPR-om započinje kada je bolesnik bez svijestii ne diše, ili diše agonalno. 
Po utvrđivanju kardiorespiratornog zastoja treba što brže započeti s mjerama BLS-a, tj. osnovnog održavanja života, pozvati stručnu pomoć čiji će tim nastaviti s mjerama naprednog održavanja života i zbrinuti bolesnika. BLS obuhvaća osiguravanje prohodnog dišnog puta, umjetno disanje i masažu srca. 
Onesviještenoj osobi prohodnost dišnog puta osiguravamo zabacivanjem glave i podizanjem donje čeljusti, čime podižemo bazu jezika koja najčešće opstruira dišni put u ovih osoba.
Isto tako vrlo je važno odstraniti strana tijela, zubne proteze (samo ako je dislocirana), krv i povraćani sadržaj, koji također mogu dovesti do opstrukcije dišnog puta. No, prilikom čišćenja dišnih puteva moramo biti pažljivi kako ne bismo uzrok opstrukcije (npr.strano tijelo) ugurali još dublje. Strana tijela iz dišnih puteva možemo odstraniti kažiprstom, ako je vidljivo u ustima i zatim ga pokušati pažljivo ukloniti izvođenjem 5 britkih udaraca u leđa bolesnika ili izvođenjem Heimlichova hvata (tj. snažnim pritiskom u područje trbuha), čime se povećava tlak u dišnim putevima i dovodi do izbacivanja stranog tijela.
Opremljene medicinske ekipe vađenje stranog tijela izvode pomoću Magillovih hvataljki, uz pomoćlaringoskopa.
Ako bolesnik diše spontano nakon osiguravanja prohodnog dišnog puta, dišni put mu treba održavati prohodnim, staviti ga u bočni položaj i kontrolirati disanje do dolaska ekipe HMS koja će bolesnika zbrinuti.
Nakon što smo osigurali dišni put prohodnim, a bolesnik i dalje ne diše, moramo primijeniti 30 kompresija na prsni koš, nakon toga 2 udaha i to ponavljati do pojavljivanja znakova života ili do dolaska opremljene ekipe HMP koja će primijeniti ALS postupke reanimacije. Dakle, prema novim smjernicama KPR-a omjer izvođenja masaže srca i umjetnog disanja je 30:2.

### Masaža srca
Masažu srca izvodimo tako da meki dio (korijen) dlana jedne ruke smještamo na sredinu prsa između bradavica te postavljamo drugi dlan ruke na nadlanicu prve ruke tako da prste prekrižimo što nam omogućuje da se ne naslanjamo na rebra na suprotnoj strani prsnoga koša, te prsnu kost nastojimo utisnuti za 5-6 cm u dubinu. Frekvencija kojom moramo izvoditi masažu srca je 100 do 120/min. U pronalaženju ritma od pomoći je popularna pjesma 'Staying Alive' grupe Bee Gees jer ima ritam koji odgovara brzini pritisaka potrebnih da bi se zadovoljila adekvatna frekvencija masaže. Zbog higijenskih razloga, pa i straha od prijenosa bolesti, mnogi izbjegavaju umjetno disanje metodama direktnog kontakta. Prema trenutno važećim smjernicama Europskog Reanimacijskog Vijeća, u laičkom postupku reanimacije nije obavezno davanje umjetnog disanja u prvim minutama srčanog zastoja. Naime, u prvih 5 minuta samo masaže srca bez umjetnog disanja djelomično dolazi do izmjene plinova u organizmu pacijenta zbog rezervi koje se tamo nalaze. Umjetno disanje je ipak poželjno dati. 
Izvođenje samo masaže srca je bolje nego nepoduzimanje reanimacijskog postupka uopće. Svaka protekla minuta bez masaže srca znači 10% šanse manje za preživljanje pri čemu kvalitetna masaža srca 'kupuje' vrijeme do dolaska ekipe Hitne medicinske službe. 

### Umjetno disanje
Umjetno disanje izvodi se metodama usta na usta, usta na nos ili usta na nos i usta kod djece. Metodu usta na usta izvodimo tako da prvo zabacimo glavu i podignemo bradu pacijenta kako bi oslobodili dišni put, potom kažiprstom i palcem ruke koja se nalazi na čelu stisnemo nosnice bolesnika, nakon dubokog udaha priljubimo svoje usnice oko usta bolesnika i upušemo mu zrak tijekom 1 sekunde, te potom moramo dopustiti pasivan izdisaj iz pluća bolesnika. Dostatnost ventilacije procjenjujemo promatranjem podizanja prsnog koša prilikom upuhivanja zraka i osjetom strujanja zraka prilikom izdisaja.
Ako umjetna ventilacija nije dobra, treba korigirati položaj glave bolesnika - jače ju zabaciti unatrag i jače podići bradu, a ako se ni tada ne postigne zadovoljavajuća ventilacija, treba pomisliti na strano tijelo u dišnim putevima i na njegovo uklanjanje ranije navedenim postupcima.
Opremljene ekipe hitne službe prohodnost dišnog puta i umjetno disanje izvode pomoću odgovarajuće opreme. Tako u ALS postupcima za održavanje prohodnosti dišnog puta koriste orofaringealni i nazofaringealni tubus, masku sa samoširećim balonom i spremnikom kisika, endotrahealni tubus, laringealnu masku ili I-gel, ezofagotrahealni combitube ili laringealni intubacijski tubus. U iznimno hitnim stanjima kada ovim pomagalima nije moguće osigurati dišni put prohodnim izvodi se konikotomija i hitna traheotomija. Ipak zlatni standard za održavanje prohodnosti dišnog puta i umjetno disanje je direktno uvođenje tubusa u traheju, tj. endotrahealna intubacija (Aktualne reanimacijske smjernice obeshrabruju uporabu nekada rutinskog Sellickovog manevra) Savjetuje se BURP (Backward, upward, rightward) manevar, kojega zdravstveni djelatnici moraju dobro poznavati. Umjetno disanje (ventilacija) samoširećim balonom izvodi se 10 puta u minuti (1 udah svakih 6 sekundi) i ne mora se prekidati za vrijeme izvođenja vanjske masaže srca ako je pacijentu osiguran dišni put laringealnom maskom (I-gel), combitubeom, laringealnim intubacijskim tubusom ili, idealno, endotrahealnim tubusom.  
Umjetno disanje se izvodi ili pomoću samoširećeg balona ili korištenjem ventilatora. Prednost samoširećeg balona i ventilatora u odnosu na usta spasioca je što bolesniku možemo dostaviti povećanu koncentraciju kisika, u odnosu na 16 % kisika koliko ga ima u izdahnutom zraku spasioca.

### Lijekovi
Tijekom izvođenja kardiopulmonalne reanimacije važna je i upotreba lijekova. Preporučeni put davanja lijekova jest putem periferne vene (intravenski IV), ili putem centralnog venskog katetera (CVK), kvalitetna i brza alternativa jest i vaskularni pristup u kost, intraosealno (IO). Adrenalin je i dalje lijek izbora u KPR-u, a primjenjuje se u intervalima od 3 do 5 minuta u ponavljanim dozama od 1 mg. Daje se kod asistolije, VF, VT bez pulsa i električne aktivnosti bez pulsa (PEA, nekada zvana EMD).  Iz trenutno važećih smjernica izbačen je atropin koji se u reanimacijskom protokolu više ne rabi rutinski. Uporaba atropina indicirana je kod simptomatske bradikardije. U liječenju ventrikularne fibrilacije ili tahikardije bez pulsa refrakterne na defibrilaciju primjenjuje se amiodaron u dozi 300 mg pomiješan s 5% glukozom u šprici do 20 ml u intravenskom bolusu, dok je sljedeća doza u pola manja tj. 150 mg IV. i slijedi nakon petog isporučenog elektrošoka. Kao drugi lijek za liječenje ventrikularnih poremećaja ritma koristi se lidokain u dozi 1mg/kg, ne primjenjuje se ako je apliciran amiodaron. Nakon aplikacije svakog lijeka nužno je odmah vaskularni pristup proprati s 20 ml fiziološke otopine te odignuti ekstremitet u koji je postavljen IV/IO put.

### Defibrilator
S obzirom na to da su ventrikularna fibrilacija, odnosno ventrikularna tahikardija bez pulsa najčešće letalne aritmije u srčanom zastoju u reanimacijskom postupku je najčešće neizostavna primjena defibrilatora. Stopu preživaljvanja povećava postupak brze defibrilacije (unutar 3 minute od srčanog zastoja), zbog čega je kvalitetna laička reanimacija izuzetno važna uz uporabu AVD uređaja dostupnih na javnim mjestima.  Defibrilacija označava primjenu struje kroz prsa i srce pacijenta, a s ciljem prekidanja letalnih aritmija i uspostavljanja normalnog srčanog ritma.  Postoje dva tipa defibrilatora: AVD ili automatski vanjski defibrilator (sam procjenjuje ritam) i manualni (ručni) vanjski defibrilator (koriste ga ekipe HMS). AED uređaji su jednostavni za uporabu i trebali bi biti u blizini mjesta gdje se arest dogodi češće nego jedanput u 2 god, odsnosno tamo gdje se redovito okuplja veći broj ljudi (Autobusne stanice, Zrakoplovne luke, stadioni, kazališta, gradski trgovi...). Ako pacijent doživi arest pred timom HMS (a ritam je VF/VT bez pulsa) indicirana je neodgodiva defibrilacija s tri uzastopna elektrošoka koji se broje kao jedan isporučeni šok. Ako arest nije osvjedočen, tada se defibrilira jednim šokom, nakon čega slijedi 2 minute postupaka reanimacije, a potom se provjerava EKG ritam i puls. Energija defibrilacije za prvi šok kod bifaznih defibrilatora je 150-200 J, za monofazne defibrilatore iznosi uvijek 360 J, no danas su monofazni defibrilatori gotovo potpuno izbačeni iz uporabe jer je dokazana veća učinkovitorst bifazne krivulje isporuke električne energije. Defibrilacija se izvodi nakon potvrde ili VF ili VT bez pulsa tako da se elektrode postave na prsni koš koji je netom prije namazan elektrovodljivim gelom. Gel se uvijek najprije stavlja na kožu pacijenta te je zabranjeno trljanje elektroda jedne o drugu jer ta radnja može rezultirati opasnim neželjenim posljedicma. Uporaba ručnih elektroda danas se smatra zastarjelom te se savjetuje isključivo uporaba samoljepivih elektroda za defibrilaciju što se smatra kvalitetnijim i sigurnijim od uporabe ručnih elektroda čija je uporaba svedena na minimum jer je dokazana veća učinkovitost i sigurnost defibrilacije uz porabu samoljepivih terapijskih/defibrilacijskih elektroda (zbog boljeg svladavanja transtorakalnog otpora). Zlatni standard postala je uporaba samoljepivih elektroda koje se zalijepe na kožu pacijenta u sterno-aksilarnom ili antero-posteriornom položaju. Na uređaju odaberemo željenu energiju i kada se uređaj napuni energijom pritiskom na tipke ručnih elektroda ili tipke na samom defibrilatoru isporuči se šok pacijentu, uz to da nitko u trenutku defibrilacije ne smije dirati pacijenta ili ležaj gdje se pacijent nalazi. Pacijent se tijekom reanimacije ne smije nalaziti u vodi/na kiši te prsište mora biti posušeno. AVD uređaj samostalno analizira ritam te automatski postavlja energiju u eskalirajućem redoslijedu, najčešće 200 zatim 360 J. Ako postoji nedoumica da li se radi o finoj VF ili asistoliji (ravna crta nije posve ravna), prvo se provodi vanjska masaža srca i umjetno disanje (time će se povećati amplituda fibrilacije koju će tada biti moguće uspješnije konvertirati električnom energijom u ritam spojiv sa životom). 
Kardiopulmonalnu reanimaciju započinjemo kada nema razvijenih sigurnih znakova smrti (mrtvačka ukočenost, mrtvačke pjege, 'mačje oko', raspadanje leša), kada nije riječ o teškim ozljedama nespojivim sa životom ( dekapitacija, hemikorporektomija, iskrvarenje, karbonizacija tijela zbog izgaranja), kada nisu dostupni podaci o završnom stadiju neizlječive bolesti, te kada pacijent nije za života pismeno izrazio želju da se oživljavanje ne provodi (ovjeren važeći DNAR ili DNR dokument).
Kardiopulmonalnu reanimaciju ćemo prekinuti ako se primjenom ALS mjera KPR-a ne uspije uspostaviti spontana cirkulacija u roku od 20 minuta kontinuirane asistolije kada su svi reverzibilni uzroci aresta otklonjeni (osim u male djece, nakon električnog udara, nakon utapanja, nakon pothlađivanja).
KPR se može prekinuti i prije isteka 20 minuta, ako tijekom reanimacije dobijemo podatke o neizlječivoj bolesti (ako se radi o normalnom slijedu te bolesti) npr. karcinom ili ako naknadno saznamo da je arest trajao više od 10 minuta prije početka reanimacije.

## Poveznice
- Reanimatologija

## Vanjske poveznice
- www.anestezija.org
- Članak u časopisu Vaše zdravlje